# Carol Eilhardt
Carol Eilhardt (ur. 1915) – rumuński lekkoatleta, tyczkarz.
Podczas mistrzostw Europy w 1938 roku zajął 12. miejsce z wynikiem 3,50.
Dwukrotny rekordzista kraju:
- 3,79 (9 maja 1937, Recas)[2]
- 3,86 (29 maja 1938, Belgrad)[2]

Pracował jako nauczyciel.